# Glypta militaris
Glypta militaris là một loài tò vò trong họ Ichneumonidae.